# Вулиця Академіка Маслова
Ву́лиця Академіка Ма́слова — одна з центральних вулиць Кременчука. Знаходиться між вул. Перемоги та вул. Миколи Залудяка. Протяжність близько 1100 метрів. До 18 лютого 2016 року називалася Радянською.

## Розташування
Вулиця розташована в центральній і західній частинах міста. Починається з вул. Університетської та прямує на північний захід, де входить у вул. Полковника Гегечкорі.
Проходить крізь такі вулиці (з початку вулиці до кінця):
- Соборна
- Ігоря Сердюка
- Івана Мазепи
- Софіївська
- Троїцька

## Історія
Вулиця Академіка Маслова — одна з найстаріших вулиць, прокладена по регулярному плану в 1774 році. Спочатку вулиця складалася з двох частин — поділена старим посадом, який у XVIII столітті чіпати не стали, але вже в XIX столітті вулиця простяглася рівною лінією від Маріїнської (Театральна) до Веселої (1905 року).
Протягом XIX ст. одноманітна забудова порушувалася лише садибою Спасо-Преображенської церкви. На Бірюкову виходила дзвіниця церкви з центральним порталом.
Ще на самому початку вулиці, у кварталі між Маріїнською (Театральною) і берегом Дніпра перебували заводи: канатний, свічковий і мильний.
У 1899 році вулиця міняє назву на Лікарську (рос. Докторську).
У 1885 році в Кременчуці з ініціативи кількох прогресивних медиків відкривається Кременчуцьке товариство лікарів. Свою головну задачу суспільство бачило в організації медичної допомоги бідному населенню безкоштовно або за мізерну плату.
Першим головою Товариства був Мельников, а в 1888–1905 рр.. його очолив О. Богаєвський.
У 1887 році в найманому приміщенні на розі Городовий (Українського Відродження, 29 вересня) та Великій Міщанській (Софіївська) вулиць у найманому приміщенні відкривається лікарня Кременчуцького суспільства лікарів.
Товариство звертається до міської влади з проханням виділити окремий будинок для розміщення лікарні. Міський голова А. Ізюмов за кілька років зібрав 13,5 тис. рублів, і заявив що додасть ще 10 тис. руб. з міської скарбниці на спорудження лікарні. Однак, коли будівництво було закінчено, дума відмовила Товариству у спільному веденні справ і відкрила в новій будівлі пологовий притулок.
Кременчуцькому суспільству лікарів прийшов на допомогу багатий фабрикант лісопромисловець Ф. Сандомирський, що подарував медикам один зі своїх будинків, що знаходився за дивним збігом на вул. Лікарській. Після невеликого ремонту в 2-х поверховому будинку відкривається лікарня.
Тут здійснювався безкоштовний прийом хворих, консультації лікарів, робились щеплення. При лікарні був пологовий притулок і хімікобактеріологічна лабораторія.
Щорічно в лікарні приймали до 13 тисяч хворих і до 160 пологів.
У 1904 році з ініціативи Богаєвського в Кременчуці відкривається жіноча акушерсько-фельдшерська школа, яка готувала повитух першого розряду і фельдшериць для лікувальних установ всього Полтавського земства.
Після Жовтневої революції на розі Лікарської та Першотравневої вулиць у колишньому особняку І. Сандомирського відкрилася водолікарня.
У зв'язку з 10-річчям радянської влади почалася чергова кампанія з перейменування вулиць. Так Лікарська стала Радянською.
В 2016 році вулиця отримала назву вулиця Академіка Маслова.

## Опис
Вулиця розташована в спальній частині міста.

## Будівлі та об'єкти
- Буд. № 13/9 — Дитяча поліклініка № 1